# Wanderlegende
Als Wanderlegenden bezeichnet man Legenden, die in unterschiedlichen Zusammenhängen erzählt werden, im Wesentlichen mit der gleichen Handlung, nur mit wechselnden Hauptpersonen, wechselnden Örtlichkeiten und wechselnden sonstigen Einzelheiten. Dazu kommt es, wenn beliebte Themen auf Personen oder Sachen übertragen werden, die dem Erzählenden besonders vertraut oder wichtig sind.
Ein Beispiel für eine Wanderlegende ist das sprichwörtliche salomonische Urteil; auch zahlreichen anderen Herrschern des alten Orients wurde ein ähnliches weises Urteil zugeschrieben. Ein anderes Beispiel ist die Deutung eines 1,80 Meter großen Fußabdrucks auf Adam’s Peak in Sri Lanka, der von Buddhisten als der Abdruck des Buddha; von Muslimen und Christen als der von Adam verehrt wird. Die Geschichte von den sieben Schläfern, die den Männern, die sie ihres Glaubens wegen verfolgen, durch einen Jahre oder Jahrhunderte währenden Schlummer entkommen, wird von Christen und Muslimen erzählt; ihr Ursprung liegt wahrscheinlich in vorchristlicher Zeit.
Weitere gängige Wanderlegenden sind Geschichten von angeblich existierenden Geheimgängen (z. B. Haus Leythe in Gelsenkirchen-Erle) oder die Legende vom nach dem ersten Fang gekennzeichneten und wieder ausgesetzten Hecht (oder anderen Fisch), der nach Jahrzehnten oder gar Jahrhunderten wieder gefangen wird (z. B. im Böckinger See oder Teterower See, vgl. Schildbürger/Hechtsage).